# Noruega en los Juegos Olímpicos de Ámsterdam 1928
Noruega estuvo representada en los Juegos Olímpicos de Ámsterdam 1928 por un total de 52 deportistas que compitieron en 9 deportes.  
El portador de la bandera en la ceremonia de apertura fue el atleta Kittil Askilt.

## Medallistas
El equipo olímpico noruego obtuvo las siguientes medallas:
| Nombre                                                               | Deporte   | Competición                |
| -------------------------------------------------------------------- | --------- | -------------------------- |
| Oro                                                                  |           |                            |
| Olaf de Noruega Johan Anker Erik Anker Håkon Bryhn                   | Vela      | 6 Metre M                  |
| Plata                                                                |           |                            |
| Bjart Ording (And Over) Arthur Qvist (Hidalgo) Eugen Johansen (Baby) | Hípica    | Concurso completo por eqs. |
| Henrik Robert                                                        | Vela      | 12 ft M                    |
| Bronce                                                               |           |                            |
| Olav Sunde                                                           | Atletismo | Jabalina M                 |